# Agnieszka Pietrasik
Agnieszka Pietrasik (ur. 1991 w Łodzi) – polska windsurferka, mistrzyni świata w Formule Windsurfing (2012, 2013), reprezentuje AZS Łódź. Prezes Polskiego Stowarzyszenia Windsurfingu (2015–2016).

## Życie prywatne
Jest córką windsurfera – Piotra Pietrasika. Jej bratem jest utytułowany windsurfer Michał Pietrasik.
Ukończyła naukę w Liceum Salezjanów w Łodzi oraz studia magisterskie w zakresie ochrony środowiska.

## Sukcesy

### Mistrzostwa Świata
- 2x Mistrzostwo Świata w Formule Windsurfing(inne języki) (2012, 2013)[1],
- 1x brązowy medal w Formule Windsurfing (2008)[5].

### Mistrzostwa Europy
- 2x Mistrzostwo Europy w Formule Windsurfing (2007, 2010)[2][1].

### Mistrzostwa Świata juniorów
- 2x Mistrzostwa Świata w Formule Windsurfing juniorów (2008, 2009)[1],
- 1x brązowy medal Mistrzostw świata w slalomie juniorów IFCA w Slalomie (2008)[6].

### Mistrzostwa Polski
- I miejsce – Formuła Windsurfing (2010)[7].

### Puchar Polski
- II miejsce – Formuła Windsurfing(inne języki) (2005[8], 2006[9]),
- II miejsce – Formuła Windsurfing (2005[8], 2006[9]),
- II miejsce – Funboard(inne języki) (2006)[9],
- III miejsce – Funboard Slalom (2005)[8],
- I miejsce – Formule Windsurfing juniorzy (2005)[8].